# 李光成
李光成（1962年—），云南屏边人，苗族，中华人民共和国政治人物、第十二届全国人民代表大会云南地区代表。
毕业于云南师范大学数学专业。2013年，担任全国人大代表。